# Санторо, Фабрис
Фабрис Ветеа Санторо (фр. Fabrice Vetea Santoro; родился 9 декабря 1972 года на Таити, Французская Полинезия) — французский теннисист; трёхкратный победитель турниров Большого шлема (дважды — в парном разряде, один раз — в миксте); трёхкратный финалист турниров Большого шлема в парном разряде; бывшая шестая ракетка мира в парном разряде; победитель 30 турниров ATP (6 — в одиночном разряде).
В юниорах: победитель одного юниорского турнира Большого шлема в одиночном разряде (Открытый чемпионат Франции-1989); бывшая вторая ракетка мира в юниорском рейтинге; победитель одиночного турнира Orange Bowl-1988 (соревнования среди 16-летних).

## Общая информация
Фабрис — потомственный спортсмен: его отец играл в футбол во французской лиге 2 на позиции вратаря.
Спортивное прозвище — «Волшебник» (англ. The Magician). Это прозвище Санторо получил от Пита Сампраса после матча 3-го круга турнира серии Мастерс в Индиан-Уэлсе в 2002 году. Сампрас победил в том матче, продолжавшемся 2 часа 2 минуты, со счётом 6-3 3-6 7-5.

## Спортивная карьера

### Начало карьеры
Санторо начал профессиональную карьеру в 1989 году. В апреле того года он дебютировал в ATП-туре, сыграв на турнире в Монте-Карло. В тот год Фабрис выиграл юниорский Открытый чемпионат Франции в одиночном разряде, обыграв в финале американца Джареда Палмера 6-3 3-6 9-7. Там же француз дебютировал и на взрослых соревнованиях серии Большого шлема. В апреле 1990 года после выхода в четвертьфинал на турнире в Ницце он впервые попал в Топ-100 мирового одиночного рейтинга. В октябре того же года ему впервые удалось сыграть в финале турнира АТП. Произошло это в Тулузе, где в титульной встрече Санторо проиграл шведу Йонасу Свенссону. По итогам сезона получил награду от ассоциации «Новичок года».
В мае 1991 года Санторо впервые выступил за национальную сборную Франции в розыгрыше Кубка Дэвиса, а также смог выйти в четвертьфинал турнира в Риме, обыграв на своём пути среди прочих шестого в мире Пита Сампраса. На Открытом чемпионате Франции того сезона Фабрис впервые выходит в четвёртый раунд. В сезоне 1992 года француз четырежды выходил в полуфинал на турнирах АТП. Также летом он принял участие в Олимпийских играх в Барселоне и прошёл в четвертьфинал. В упорной борьбе он проиграл Горану Иванишевичу в пяти сетах (7-6(5), 7-6(1), 4-6, 4-6, 6-8).
Следующий финал в туре Санторо сыграл в феврале 1993 года, когда вышел в него на турнире в Дубае. В решающем матче он проиграл чеху Карелу Новачеку. В марте на турнире в Индиан-Уэлсе он смог продвинуться по турнирной сетке до четвертьфинала. В грунтовой части сезона лучшим результатом для него стал полуфинал в Ницце. Во второй половине сезона 1993 года особыми результатами француз не отметился, выбывая на турнирах на ранней стадии. Начало 1994 года также складывалось не слишком удачно и Санторо на время выбыл из первой сотни рейтинга. Вернуться обратно он смог в августе, благодаря выходу в финал на грунтовом турнире в Кицбюэле, где в решающем матче он проиграл Горану Иванишевичу, затратив на поединок все пять сетов. Лучшим результатом оставшейся части сезона стал выход в полуфинал на турнире в Тель-Авива в октябре.
В сезоне 1995 года лучшим результатом в туре стал выход в полуфинал грунтового турнира в Эшториле, который проводился в апреле. Осенью Санторо выиграл первый титул АТП, правда в парном разряде. Это удалось сделать на турнире в Палермо, где он выступил в паре с испанцем Алексом Корретхой. 1996 год француз из-за низкого рейтинга провёл в основном на турнирах более младшей серии «челленджер». Улучшение результатов началось в 1997 году. В феврале он смог вернуться в Топ-100 после выхода в полуфинал на турнире в Марселе. В апреле на грунтовом турнире серии «Супер 9» в Монте-Карло Фабрису удалось пробраться в полуфинал и обыграть во втором раунде № 2 в мире на тот момент Томаса Мустера. Ещё один раз он обыграл австрийца в конце июля в Монреале, где смог выйти в четвертьфинал. В октябре Санторо наконец-то смог выиграть первый индивидуальный трофей на соревнованиях АТП. Произошло это на зальном турнире в Лионе, где в финале был переигран Томми Хаас со счётом 6-4, 6-4.

### 1998—2002
1998 год Санторо начинает с выхода в финал на турнире в Дохе, где проиграл чеху Петру Корде. В апреле он смог выйти в 1/4 финала в Монте-Карло, а в мае на турнире в Гамбурге. В июле он выиграл парный титул в Штутгарте в альянсе с Оливье Делатром. В октябре это французский дуэт взял ещё три титула: в Тулузе, в Базеле и Лионе. В феврале 1999 года Санторо удалось выиграть титул в Марселе, переиграв в финале соотечественника Арно Клемана. В начале марта он смог сыграть ещё в одном финале в Копенгагене, но проиграл его шведу Магнусу Густафссону. В августе Фабрис смог выйти в четвертьфинал турнира в Монреале. На турнире в Лонг-Айленде он выиграл парные соревнования в дуэте с Оливье Делатром. В конце сезона Делатр и Санторо сыграли парную встречу финала Кубка Дэвиса против австралийцев и проиграли её. Сборная Франции проиграла тот финал со счётом 2-3.
На старте сезона 2000 года Санторо смог выиграть чемпионский титул турнира в Дохе, где в финале был обыгран немец Райнер Шуттлер. Лучшим результатом весны для него стал полуфинал на февральском турнире в Марселе. В августе Фабрис вышел в четвертьфинал на турнире серии Мастерс в Цинциннати. В сентябре он принял участие в Олимпийских играх в Сиднее и в первом раунде смог обыграть № 2 в мире Марата Сафина, который незадолго до этого выиграл Открытый чемпионат США. Сам Санторо выбыл с Олимпийского турнира в третьем раунде, проиграв Кариму Алами. В октябре он победил в парном розыгрыше турнира в Тулузе совместно с Жюльен Бутте. В конце сезона француз смог выйти в 1/4 финала на Мастерсе в Париже. В феврале 2001 года Бутте и Санторо выиграли ещё один совместный парный приз на турнире в Марселе. Лучшим результатами весны для Санторо стали выход в 1/4 финала на Мастерсе в Гамбурге, а также третий выход в четвёртый раунд на турнирах Большого шлема (на Открытом чемпионате Франции), где он вновь смог выиграть Марата Сафина (в третьем раунде). В июне француз сыграл в финале турнира на траве, проводившемся в Халле, однако уступил в борьбе за титул шведу Томасу Юханссону. В августе он вышел в полуфинал Мастерса в Монреале, что позволило французу подняться на самую высокую в карьере 17-ю строчку одиночного рейтинга. В концовке сезона он стал обладателем Кубка Дэвиса. В финале против сборной Австралии он помог Франции одержать общую победу (3-2), добыв очко в парной встрече совместно с Седриком Пьолином.
В январе 2002 года Санторо, выступая в парных соревнованиях на Открытом чемпионате Австралии в одной команде с Микаэлем Льодра, смог дойти до первого в карьере финала Большого шлема. В решающем матче за титул французский дуэт проиграл паре Даниэль Нестор и Марк Ноулз. В марте Санторо первенствовал на турнире в Дубае. В финале он смог выиграть Юнеса эль-Айнауи. В августе он вышел в четвертьфинал Мастерса в Торонто, а в октябре в полуфинал Мастерса в Мадриде. В начале ноября Фабрис выиграл парный титул на Мастерсе в Париже в альянсе с Николя Эскюде. На этих же кортах через три недели Санторо и Эскюде сыграли парную встречу финала Кубка Дэвиса, где Франции противостояла сборная России. Тот матч они смогли выиграть, но этого не хватило для общей победы и французы уступили со счётом 2-3.

### 2003—2010
В сезоне 2003 года наибольших достижений Санторо добился в выступлениях в парном разряде. В одиночках он лишь раз за сезон дошёл до полуфинала АТП в октябре в Меце. В парных соревнованиях Фабрис добился успеха уже на старте сезона, выиграв первый в карьере Большой шлем на Открытом чемпионате Австралии по теннису. партнёром по этой победе стал Микаэль Льодра, с котором они в финале обыграли Марка Ноулза и Даниэля Нестора — 6-4, 3-6, 6-3. Ещё один парный трофей в 2003 году Санторо завоевал в феврале на турнире в Марселе в партнёрстве с Себастьяном Грожаном. В конце сезона Льодра и Санторо приняли участие в Итоговом парном турнире и дошли до финала, где проиграли Бобу и Майку Брайанам в тяжелом пятисетовом матче. Удачно для Санторо начался сезон 2004 года. Сначала он выиграл парный титул турнира в Окленде с представителем Индии Махешом Бхупати, а затем с Льодра защитил титул на Открытом чемпионате Австралии. В финале французский дуэт обыграл братьев Брайанов (7-6(4), 6-3). В марте с Бхупхати Фабрис побеждает в парном разряде в Дубае. На Открытом чемпионате Франции Льодра и Санторо смогли дойти до финала, который проиграли бельгийскому дуэту Ксавье Малисс и Оливье Рохус. В августе Санторо добился лучших для себя в 2004 году результатов в одиночном разряде, а именно выходов в четвертьфинал на Мастерсах в Торонто и Цинциннати. В том же месяце он принял участие в своей третьей Олимпиаде, которая проходила в Афинах. В одиночном разряде он выбыл во втором раунде. а в парном с Льодра в четвертьфинале.
В мае 2005 года Льодра и Санторо смогли взять парный приз Мастерса в Риме. На Ролан Гаррос того сезона Фабрис смог одержать победу в смешанной паре с Даниэлой Гантуховой. в 2006 — на Уимблдоне. Ещё два парных приза он выиграл в октябре на турнирах в Меце и Лионе (с Льодра). в ноябре французскому дуэту удалось покорить Итоговый турнир, где в финале они обыграли Ненада Зимонича и Леандера Паеса — 6-7(6), 6-3, 7-6(4). В январе 2006 года Санторо выиграл парный титул в Сиднее совместно с Ненадом Зимоничем. На Открытом чемпионате Австралии этого года он смог достичь высшего достижения в карьере на одиночных турнирах Большого шлема. Победив своей сетке Винсента Спейди, Андрея Павела, Гастона Гаудио и Давида Феррера, 33-летний француз смог в первый и последний раз выйти в четвертьфинал. В июне в альянсе с Зимоничем он выиграл свой 20-й парный титул АТП, сделав это достижение на турнире в Халле. После этого серб и француз смогли выйти в финал Уимблдонского турнира, где были обыграны братьями Брайанами со счётом 3-6, 6-4, 4-6, 2-6. Осенью он прибавил к своим трофеям ещё два парных титула: в Меце (c Гаске) и Москве (с Зимоничем). В Москве он также смог выйти в полуфинал одиночного турнира.
В марте 2007 года Санторо и Зимонич выиграли парный титул в Дубае. В мае они одержали совместную победу на Мастерсе в Риме, а на Открытом чемпионате Франции вышли в полуфинал. Также в 1/2 финала они попали и на Уимблдонском турнире. В июле 2007 года впервые за пять лет Санторо смог выиграть одиночный титул АТП. Происходит это на турнире в Ньюпорте, где в финале был обыгран соотечественник Николя Маю. В сентябре он смог выйти в полуфинал на турнире в Мумбаи. В январе 2008 года Санторо прошёл в стадию полуфинала на турнире в Сиднее. В июле он смог защитить свой прошлогодний титул в Ньюпорте. В финале был обыгран представитель Индии Пракаш Амритраж. В октябре он сыграл в полуфинале в Москве.
Сезон 2009 года начал с выхода в третий круг Открытого чемпионата Австралии, где уступил 23 января в трёх сетах будущему полуфиналисту Родику. Позже вышел в полуфиналы соревнований АТП-тура на турнирах в Истборне и Ньюпорте. В ноябре после домашнего "Мастерса" в Париже хотел завершить карьеру, но решил сыграть на Australian Open-2010 ради еще одного своеобразного рекорда - Санторо стал первым теннисистом, принимавшим участие в турнирах Большого шлема на протяжении 4 десятилетий (1980-е, 1990-е, 2000-е и 2010-е). В январе 2010 года Санторо завершил профессиональную карьеру, будучи на тот момент самым возрастным игроком в топ100. Последним турниром для него стал Открытый чемпионат Австралии, где он проиграл в первом же матче будущему полуфиналисту Чиличу.

### Некоторые достижения и факты
- Фабриса можно с полным правом называть звеном, связывающим различные теннисные эпохи. За свою карьеру он успел сыграть с 22 из 26 теннисистов, когда-либо занимавших первую строчку мирового рейтинга (без учёта теннисистов, начавших карьеру после 2010 года). Выигрывал у 18 теннисистов, когда-либо становившихся первой ракеткой мира — тоже своего рода уникальное достижение. Не встречался на корте лишь с четырьмя из данного списка бывших первых ракеток мира (Илие Настасе, Джон Ньюкомб, Бьорн Борг и Джон Макинрой). Только Санторо побеждал и Джимми Коннорса, который родился в 1952 году, и Новака Джоковича, который родился в 1987 году.
- Теннисное долголетие помогло Санторо стать и самым возрастным игроком, защитившим свой титул на турнире ATP в одиночном разряде — он выигрывал Ньюпорте в 2007 и 2008 годах, когда ему было 34 и 35 лет соответственно. Позже его достижение превзошёл Виктор Эстрелья.
- Был первым лидером чемпионской гонки ATP в тот год, когда она появилась, выиграв январский турнир в Дохе
- На Открытом чемпионате Франции-2004 за 6 часов 33 минуты обыграл своего соотечественника Арно Клемана со счётом 6-4, 6-3, 6-75, 3-6, 16-14. Этот матч шесть лет оставался самым длинным в истории Открытой эры, до июня 2010 года, когда Джон Изнер обыграл Николя Маю в первом круге Уимблдонского турнира за 11 часов и 5 минут со счётом 6-4, 3-6, 6-7, 7-6, 70-68.
- 70 раз принимал участие в турнирах Большого шлема в одиночном разряде (в том числе в последних 46 подряд начиная с Открытого чемпионата США 1998 года). С 1989 по 2009 год пропустил лишь 1 Ролан Гаррос из 21 — в 1996 году из-за травмы. Всего на турнирах Большого шлема выиграл 63 матча и проиграл 68. Лучший результат — четвертьфинал открытого чемпионата Австралии в 2006 году.
- В 1991—2004 годах провёл 26 матчей в Кубке Дэвиса, из которых выиграл 15. Обладатель Кубка Дэвиса 2001 года — в финальном гостевом матче против сборной Австралии в Мельбурне принёс вместе с Седриком Пьолином второе очко французам, обыграв в парной встрече Ллейтона Хьюитта и Патрика Рафтера со счётом 2-6, 6-3, 7-65, 6-1. Интересно, что в том розыгрыше французы все свои матчи провели в гостях — против Бельгии (5-0), Швейцарии (3-2), Нидерландов (3-2) и Австралии (3-2).
- Впервые вышел в финал турнира ATP в 1990 году в Тулузе, а последний раз — в июле 2008 года в американском Ньюпорте.
- Первый обладатель награды ATP «Новичок года», которую Фабрис получил в 1990 году
- 18 из 20 сезонов с 1990 по 2009 годы заканчивал топ-70 мирового рейтинга в одиночном разряде (в 1995 году был 104-м, а в 1996 — 118-м). При этом Санторо ни разу не заканчивал год в топ-20: лучшее достижение — 22-е место в 2001 году. 12 сезонов подряд (1997—2008) заканчивал в топ-100 мирового парного рейтинга.

## Рейтинг на конец года
| Год  | Одиночный рейтинг | Парный рейтинг |
| 2009 | 68                | 164            |
| 2008 | 52                | 75             |
| 2007 | 37                | 20             |
| 2006 | 52                | 10             |
| 2005 | 58                | 10             |
| 2004 | 52                | 11             |
| 2003 | 62                | 9              |
| 2002 | 35                | 18             |
| 2001 | 22                | 91             |
| 2000 | 31                | 60             |
| 1999 | 34                | 34             |
| 1998 | 41                | 18             |
| 1997 | 29                | 35             |
| 1996 | 118               | 147            |
| 1995 | 102               | 125            |
| 1994 | 46                | 184            |
| 1993 | 55                | 1 118          |
| 1992 | 43                | 1 009          |
| 1991 | 43                | 363            |
| 1990 | 62                | 195            |
| 1989 | 235               | 773            |
| 1988 | 571               | 997            |

По данным официального сайта ATP на последнюю неделю года.

## Выступления на турнирах

### Финалы турниров ATP в одиночном разряде (12)

#### Победа (6)
| Легенда                                |
| -------------------------------------- |
| Турниры Большого шлема (0+2+1)*        |
| Итоговый турнир ATP (0+1)              |
| Мастерс (0+3)                          |
| ATP International Gold / АТР 500 (1+3) |
| ATP International / АТР 250 (5+15)     |

| Титулы по покрытиям | Титулы по месту проведения матчей турнира |
| ------------------- | ----------------------------------------- |
| Хард (3+14)*        | Зал (2+12)                                |
| Грунт (0+4+1)       | Зал (2+12)                                |
| Трава (2+1)         | Открытый воздух (4+12+1)                  |
| Ковёр (1+5)         | Открытый воздух (4+12+1)                  |

* количество побед в одиночном разряде + количество побед в парном разряде + количество побед в миксте.
| №  | Дата            | Турнир           | Покрытие    | Соперник в финале | Счет                |
| 1. | 19 октября 1997 | Лион, Франция    | Ковер (зал) | Томми Хаас        | 6-4 6-4             |
| 2. | 7 февраля 1999  | Марсель, Франция | Хард (зал)  | Арно Клеман       | 6-3 4-6 6-4         |
| 3. | 9 января 2000   | Доха, Катар      | Хард        | Райнер Шуттлер    | 3-6 7-5 3-0 — отказ |
| 4. | 3 марта 2002    | Дубай, ОАЭ       | Хард        | Юнес эль-Айнауи   | 6-4 3-6 6-3         |
| 5. | 9 июля 2007     | Ньюпорт, США     | Трава       | Николя Маю        | 6-4 6-4             |
| 6. | 13 июля 2008    | Ньюпорт, США (2) | Трава       | Пракаш Амритрадж  | 6-3 7-5             |

#### Поражения (6)
| №  | Дата           | Турнир            | Покрытие   | Соперник в финале | Счет                |
| 1. | 7 октября 1990 | Тулуза, Франция   | Хард (зал) | Йонас Свенссон    | 6-7(5) 2-6          |
| 2. | 8 февраля 1993 | Дубай, ОАЭ        | Хард       | Карел Новачек     | 4-6 5-7             |
| 3. | 7 августа 1994 | Кицбюэль, Австрия | Грунт      | Горан Иванишевич  | 2-6 6-4 6-4 3-6 2-6 |
| 4. | 12 января 1998 | Доха, Катар       | Хард       | Петр Корда        | 0-6 3-6             |
| 5. | 7 марта 1999   | Копенгаген, Дания | Хард (зал) | Магнус Густафссон | 4-6 1-6             |
| 6. | 17 июня 2001   | Халле, Германия   | Трава      | Томас Юханссон    | 3-6 7-6(5) 2-6      |

### Финалы челленджеров и фьючерсов в одиночном разряде (12)

#### Победы (9)
| Условные обозначения |
| Челленджеры (9+2)*   |
| Фьючерсы (0)         |

| Титулы по покрытиям | Титулы по месту проведения матчей турнира |
| ------------------- | ----------------------------------------- |
| Хард (3+2)*         | Зал (4+1)                                 |
| Грунт (4)           | Зал (4+1)                                 |
| Трава (0)           | Открытый воздух (5+1)                     |
| Ковёр (2)           | Открытый воздух (5+1)                     |

* количество побед в одиночном разряде + количество побед в парном разряде.
| №  | Дата             | Турнир                            | Покрытие    | Соперник в финале | Счёт           |
| 1. | 11 февраля 1990  | Телфорд, Великобритания           | Ковёр (зал) | Петер Нюборг      | 6-3 5-7 6-4    |
| 2. | 27 октября 1991  | Брест, Франция                    | Хард (зал)  | Седрик Пьолин     | 6-4 7-5        |
| 3. | 4 сентября 1994  | Мерано, Италия                    | Грунт       | Серхио Кортес     | 6-1 6-0        |
| 4. | 11 сентября 1994 | Венеция, Италия                   | Грунт       | Эмилио Санчес     | 7-5 3-6 6-1    |
| 5. | 27 июля 1997     | Ньюкасл-апон-Тайн, Великобритания | Грунт       | Себастьян Грожан  | 2-6 6-3 6-3    |
| 6. | 2 мая 2004       | Экс-ан-Прованс, Франция           | Грунт       | Арно Клеман       | 1-6 7-6(5) 6-3 |
| 7. | 11 февраля 2007  | Бергамо, Италия                   | Ковёр (зал) | Симоне Болелли    | 6-2 6-1        |
| 8. | 16 ноября 2008   | Днепропетровск, Украина           | Хард (зал)  | Виктор Ханеску    | 6-2 6-3        |
| 9. | 19 апреля 2009   | Йоханнесбург, ЮАР                 | Хард        | Рик де Вуст       | 7-5 6-4        |

#### Поражения (3)
| №  | Дата             | Турнир                  | Покрытие   | Соперник в финале | Счёт           |
| 1. | 24 ноября 1996   | Маврикий, Маврикий      | Трава      | Леандер Паес      | 5-7 4-6        |
| 2. | 21 сентября 2003 | Сен-Жан-де-Люз, Франция | Хард (зал) | Ираклий Лабадзе   | 6-1 6-7(4) 4-6 |
| 3. | 1 мая 2005       | Тунис, Тунис            | Грунт      | Гаэль Монфис      | 5-7 6-3 6-7(9) |

### Финалы турниров Большого шлема в мужском парном разряде (5)

#### Победы (2)
| №  | Год  | Турнир                           | Покрытие | Партнёр        | Соперники в финале        | Счёт        |
| 1. | 2003 | Открытый чемпионат Австралии     | Хард     | Микаэль Льодра | Даниэль Нестор Марк Ноулз | 6-4 3-6 6-3 |
| 2. | 2004 | Открытый чемпионат Австралии (2) | Хард     | Микаэль Льодра | Боб Брайан Майк Брайан    | 7-6(4) 6-3  |

#### Поражения (3)
| №  | Год  | Турнир                       | Покрытие | Партнёр        | Соперники в финале         | Счёт            |
| 1. | 2002 | Открытый чемпионат Австралии | Хард     | Микаэль Льодра | Даниэль Нестор Марк Ноулз  | 6-7(4) 3-6      |
| 2. | 2004 | Открытый чемпионат Франции   | Грунт    | Микаэль Льодра | Ксавье Малисс Оливье Рохус | 5-7 5-7         |
| 3. | 2006 | Уимблдон                     | Трава    | Ненад Зимонич  | Боб Брайан Майк Брайан     | 3-6 6-4 4-6 2-6 |

### Финалы Итогового турнираATPв парном разряде (2)

#### Победы (1)
| №  | Год  | Турнир        | Покрытие   | Партнёр        | Соперники в финале         | Счёт              |
| 1. | 2005 | Шанхай, Китай | Хард (зал) | Микаэль Льодра | Ненад Зимонич Леандер Паес | 6-7(6) 6-3 7-6(4) |

#### Поражения (1)
| №  | Год  | Турнир       | Покрытие | Партнёр        | Соперники в финале     | Счёт                      |
| 1. | 2003 | Хьюстон, США | Хард     | Микаэль Льодра | Боб Брайан Майк Брайан | 7-6(6) 3-6 6-3 6-7(3) 4-6 |

### Финалы турнировATPв парном разряде (42)

#### Победы (24)
| №   | Дата            | Турнир                           | Покрытие    | Партнёр          | Соперники в финале                 | Счёт              |
| 1.  | 1 октября 1995  | Палермо, Италия                  | Грунт       | Алекс Корретха   | Хендрик Ян Давидс Пит Норвал       | 6-7 6-4 6-3       |
| 2.  | 26 июля 1998    | Штутгарт, Германия               | Грунт       | Оливье Делатр    | Джим Грабб Джошуа Игл              | 6-1 3-6 6-3       |
| 3.  | 4 октября 1998  | Тулуза, Франция                  | Хард (зал)  | Оливье Делатр    | Ян Симеринк Паул Хархёйс           | 6-2 6-4           |
| 4.  | 11 октября 1998 | Базель, Швейцария                | Хард (зал)  | Оливье Делатр    | Пит Норвал Кевин Ульетт            | 6-3 7-6           |
| 5.  | 25 октября 1998 | Лион, Франция                    | Ковер (зал) | Оливье Делатр    | Томас Карбонелл Франсиско Роиг     | 6-2 6-2           |
| 6.  | 29 августа 1999 | Лонг-Айленд, США                 | Хард        | Оливье Делатр    | Ян-Майкл Гэмбилл Скотт Хамфрис     | 7-5 6-4           |
| 7.  | 22 октября 2000 | Тулуза, Франция (2)              | Хард (зал)  | Жюльен Бутте     | Дональд Джонсон Пит Норвал         | 7-6(8) 4-6 7-6(5) |
| 8.  | 12 февраля 2001 | Марсель, Франция                 | Хард (зал)  | Жюльен Бутте     | Джефф Таранго Майкл Хилл           | 7-6(7) 7-5        |
| 9.  | 3 ноября 2002   | Париж, Франция                   | Хард (зал)  | Николя Эскюде    | Густаво Куэртен Седрик Пьолин      | 7-6(8) 4-6 7-6(5) |
| 10. | 25 января 2003  | Открытый чемпионат Австралии     | Хард        | Микаэль Льодра   | Даниэль Нестор Марк Ноулз          | 6-4 3-6 6-3       |
| 11. | 16 февраля 2003 | Марсель, Франция (2)             | Хард (зал)  | Себастьян Грожан | Павел Визнер Томаш Цибулец         | 6-1 6-4           |
| 12. | 17 января 2004  | Окленд, Новая Зеландия           | Хард        | Махеш Бхупати    | Иржи Новак Радек Штепанек          | 4-6 7-5 6-3       |
| 13. | 31 января 2004  | Открытый чемпионат Австралии (2) | Хард        | Микаэль Льодра   | Боб Брайан Майк Брайан             | 7-6(4) 6-3        |
| 14. | 7 марта 2004    | Дубай, ОАЭ                       | Хард        | Махеш Бхупати    | Йонас Бьоркман Леандер Паес        | 6-2 4-6 6-4       |
| 15. | 8 мая 2005      | Рим, Италия                      | Грунт       | Микаэль Льодра   | Боб Брайан Майк Брайан             | 6-4 6-2           |
| 16. | 9 октября 2005  | Мец, Франция                     | Хард (зал)  | Микаэль Льодра   | Хосе Акасусо Себастьян Прието      | 5-2 3-5 5-4(4)    |
| 17. | 30 октября 2005 | Лион, Франция (2)                | Ковер (зал) | Микаэль Льодра   | Рогир Вассен Джефф Кутзе           | 6-3 6-1           |
| 18. | 20 ноября 2005  | Кубок Мастерс                    | Ковер (зал) | Микаэль Льодра   | Ненад Зимонич Леандер Паес         | 6-7(6) 6-3 7-6(4) |
| 19. | 15 января 2006  | Сидней, Австралия                | Хард        | Ненад Зимонич    | Леош Фридль Франтишек Чермак       | 6-1 6-4           |
| 20. | 18 июня 2006    | Халле, Германия                  | Трава       | Ненад Зимонич    | Михаэль Кольман Райнер Шуттлер     | 6-0 6-4           |
| 21. | 8 октября 2006  | Мец, Франция (2)                 | Хард (зал)  | Ришар Гаске      | Юрген Мельцер Юлиан Ноул           | 3-6 6-1 [11-9]    |
| 22. | 15 октября 2006 | Москва, Россия                   | Ковер (зал) | Ненад Зимонич    | Ярослав Левинский Франтишек Чермак | 6-1 7-5           |
| 23. | 3 марта 2007    | Дубай, ОАЭ (2)                   | Хард        | Ненад Зимонич    | Махеш Бхупати Радек Штепанек       | 7-5 6-7(3) [10-7] |
| 24. | 7 мая 2007      | Рим, Италия (2)                  | Грунт       | Ненад Зимонич    | Боб Брайан Майк Брайан             | 6-4 6-7(4) [10-7] |

#### Поражения (18)
| №   | Дата            | Турнир                       | Покрытие    | Партнёр        | Соперники в финале             | Счёт                      |
| 1.  | 10 февраля 1997 | Марсель, Франция             | Хард (зал)  | Оливье Делатр  | Магнус Ларссон Томас Энквист   | 3-6 4-6                   |
| 2.  | 13 октября 1997 | Лион, Франция                | Ковер (зал) | Оливье Делатр  | Патрик Гэлбрайт Эллис Феррейра | 6-3 2-6 4-6               |
| 3.  | 3 ноября 1997   | Москва, Россия               | Ковер (зал) | Дэвид Адамс    | Мартин Дамм Цирил Сук          | 4-6 3-6                   |
| 4.  | 5 января 1998   | Доха, Катар                  | Хард        | Оливье Делатр  | Махеш Бхупати Леандер Паес     | 4-6 6-3 4-6               |
| 5.  | 10 августа 1998 | Цинциннати, США              | Хард        | Оливье Делатр  | Даниэль Нестор Марк Ноулз      | 1-6 1-2 — отказ           |
| 6.  | 26 января 2002  | Открытый чемпионат Австралии | Хард        | Микаэль Льодра | Даниэль Нестор Марк Ноулз      | 6-7(4) 3-6                |
| 7.  | 20 апреля 2003  | Монте-Карло, Монако          | Грунт       | Микаэль Льодра | Махеш Бхупати Максим Мирный    | 4-6 6-3 6-7               |
| 8.  | 11 мая 2003     | Рим, Италия                  | Грунт       | Микаэль Льодра | Уэйн Артурс Пол Хенли          | 1-6 3-6                   |
| 9.  | 5 октября 2003  | Мец, Франция                 | Хард (зал)  | Микаэль Льодра | Жюльен Беннето Николя Маю      | 6-7(2) 3-6                |
| 10. | 2 ноября 2003   | Париж, Франция               | Ковёр (зал) | Микаэль Льодра | Уэйн Артурс Пол Хенли          | 3-6 6-1 3-6               |
| 11. | 15 ноября 2003  | Кубок Мастерс                | Хард        | Микаэль Льодра | Боб Брайан Майк Брайан         | 7-6(6) 3-6 6-3 6-7(3) 4-6 |
| 12. | 5 июня 2004     | Открытый чемпионат Франции   | Грунт       | Микаэль Льодра | Ксавье Малисс Оливье Рохус     | 5-7 5-7                   |
| 13. | 27 февраля 2005 | Дубай, ОАЭ                   | Хард        | Йонас Бьоркман | Мартин Дамм Радек Штепанек     | 2-6 4-6                   |
| 14. | 15 мая 2005     | Гамбург, Германия            | Грунт       | Микаэль Льодра | Йонас Бьоркман Максим Мирный   | 6-4 6-7(2) 6-7(3)         |
| 15. | 23 апреля 2006  | Монте-Карло, Монако (2)      | Грунт       | Ненад Зимонич  | Махеш Бхупати Максим Мирный    | 2-6 6-7(2)                |
| 16. | 8 июля 2006     | Уимблдон                     | Трава       | Ненад Зимонич  | Боб Брайан Майк Брайан         | 3-6 6-4 4-6 2-6           |
| 17. | 6 ноября 2006   | Париж, Франция (2)           | Ковёр (зал) | Ненад Зимонич  | Арно Клеман Микаэль Льодра     | 6-7(4) 2-6                |
| 18. | 17 июня 2007    | Халле, Германия              | Трава       | Ненад Зимонич  | Симон Аспелин Юлиан Ноул       | 4-6 6-7(5)                |

### Финалы челленджеров и фьючерсов в парном разряде (3)

#### Победы (2)
| №  | Дата           | Турнир           | Покрытие   | Партнёр          | Соперники в финале           | Счёт        |
| 1. | 19 ноября 1995 | Реюньон, Франция | Хард (зал) | Яхья Думбия      | Эндрю Ричардсон Тим Хенмен   | 1-6 6-3 6-1 |
| 2. | 17 ноября 1996 | Реюньон, Франция | Хард       | Хенрик-Ян Давидс | Дональд Джонсон Леандер Паес | 6-3 7-6     |

#### Несыгранные финалы (1)
| №  | Дата            | Турнир           | Покрытие | Партнёр          | Соперники в финале      |
| 1. | 13 октября 1996 | Реюньон, Франция | Грунт    | Николас Лапентти | Луис Лобо Хавьер Санчес |

### Финалы турниров Большого шлема в смешанном парном разряде (1)

#### Победы (1)
| №  | Год  | Турнир                     | Покрытие | Партнёрша         | Соперники в финале               | Счёт        |
| 1. | 2005 | Открытый чемпионат Франции | Грунт    | Даниэла Гантухова | Мартина Навратилова Леандер Паес | 3-6 6-3 6-2 |

### Финалы командных турниров (3)

#### Победы (1)
| №  | Год  | Турнир       | Команда                                             | Соперник в финале                         | Счёт |
| 1. | 2001 | Кубок Дэвиса | Франция С. Грожан, С. Пьолин, Ф. Санторо, Н. Эскюде | Австралия У. Артурс, П. Рафтер, Л. Хьюитт | 3-2  |

#### Поражения (2)
| №  | Год  | Турнир           | Команда                                               | Соперник в финале                                            | Счёт |
| 1. | 1999 | Кубок Дэвиса     | Франция С. Грожан, О. Делатр, С. Пьолин, Ф. Санторо   | Австралия Т. Вудбридж, М. Вудфорд, М. Филиппуссис, Л. Хьюитт | 2-3  |
| 2. | 2002 | Кубок Дэвиса (2) | Франция С. Грожан, П. А. Матьё, Ф. Санторо, Н. Эскюде | Россия Е. Кафельников, М. Сафин, М. Южный                    | 2-3  |

## История выступлений на турнирах
| Турнир                 | 1989          | 1990          | 1991          | 1992  | 1993          | 1994          | 1995          | 1996  | 1997          | 1998          | 1999          | 2000  | 2001          | 2002          | 2003          | 2004  | 2005          | 2006          | 2007          | 2008  | 2009       | 2010       | Итог   | В/П за карьеру |
| ---------------------- | ------------- | ------------- | ------------- | ----- | ------------- | ------------- | ------------- | ----- | ------------- | ------------- | ------------- | ----- | ------------- | ------------- | ------------- | ----- | ------------- | ------------- | ------------- | ----- | ---------- | ---------- | ------ | -------------- |
| Турниры Большого шлема |               |               |               |       |               |               |               |       |               |               |               |       |               |               |               |       |               |               |               |       |            |            |        |                |
| Австралия              | -             | -             | 1Р            | -     | 2Р            | 3Р            | 2Р            | 1Р    | -             | 3Р            | 4Р            | 1Р    | 2Р            | 1Р            | 3Р            | 2Р    | 1Р            | 1/4           | 3Р            | 2Р    | 3Р         | 1Р         | 0 / 18 | 22-18          |
| Франция                | 1Р            | 2Р            | 4Р            | 1Р    | 1Р            | 3Р            | 1Р            | -     | 1Р            | 3Р            | 1Р            | 2Р    | 4Р            | 2Р            | 2Р            | 3Р    | 1Р            | 1Р            | 1Р            | 2Р    | 1Р         | -          | 0 / 20 | 17-20          |
| Уимблдон               | К             | 1Р            | -             | -     | -             | -             | 1Р            | -     | 1Р            | -             | 2Р            | 2Р    | 3Р            | 2Р            | 2Р            | 2Р    | 2Р            | 2Р            | 2Р            | 1Р    | 2Р         | -          | 0 / 14 | 11-14          |
| США                    | -             | 3Р            | 1Р            | 2Р    | 1Р            | -             | 1Р            | -     | 1Р            | 3Р            | 3Р            | 1Р    | 2Р            | 1Р            | 2Р            | 3Р    | 2Р            | 1Р            | 2Р            | 1Р    | 1Р         | -          | 0 / 18 | 13-18          |
| Итог                   | 0 / 1         | 0 / 3         | 0 / 3         | 0 / 2 | 0 / 3         | 0 / 2         | 0 / 4         | 0 / 1 | 0 / 3         | 0 / 3         | 0 / 4         | 0 / 4 | 0 / 4         | 0 / 4         | 0 / 4         | 0 / 4 | 0 / 4         | 0 / 4         | 0 / 4         | 0 / 4 | 0 / 4      | 0 / 1      | 0 / 70 |                |
| В/П в сезоне           | 0-1           | 3-3           | 3-3           | 1-2   | 1-3           | 4-1           | 1-4           | 0-1   | 0-3           | 6-3           | 6-4           | 2-4   | 7-4           | 2-4           | 5-4           | 6-4   | 2-4           | 5-4           | 4-4           | 2-4   | 3-4        | 0-1        |        | 63-70          |
| Олимпийские игры       |               |               |               |       |               |               |               |       |               |               |               |       |               |               |               |       |               |               |               |       |            |            |        |                |
| Олимпиада              | Не проводился | Не проводился | Не проводился | 1/4   | Не проводился | Не проводился | Не проводился | -     | Не проводился | Не проводился | Не проводился | 3Р    | Не проводился | Не проводился | Не проводился | 2Р    | Не проводился | Не проводился | Не проводился | -     | НП         | НП         | 0 / 3  | 6-3            |
| Турниры серии Мастерс  |               |               |               |       |               |               |               |       |               |               |               |       |               |               |               |       |               |               |               |       |            |            |        |                |
| Индиан-Уэллc           | НМ            | -             | 3Р            | 1Р    | 1/4           | 3Р            | 2Р            | -     | -             | 1Р            | -             | 3Р    | 2Р            | 3Р            | 1Р            | 1Р    | 4Р            | 1Р            | -             | -     | -          | -          | 0 / 13 | 16-13          |
| Майами                 | НМ            | 2Р            | 2Р            | 1Р    | 3Р            | -             | -             | -     | -             | 4Р            | 3Р            | 2Р    | 4Р            | 2Р            | -             | 1Р    | -             | 2Р            | 3Р            | 3Р    | 2Р         | -          | 0 / 14 | 15-14          |
| Монте-Карло            | НМ            | 1Р            | 2Р            | 2Р    | 1Р            | К             | 3Р            | 3Р    | 1/2           | 1/4           | -             | 2Р    | 1Р            | 1Р            | 1Р            | 3Р    | 2Р            | 1Р            | -             | 1Р    | -          | -          | 0 / 16 | 17-16          |
| Гамбург                | НМ            | 2Р            | -             | -     | -             | -             | 1Р            | -     | -             | 1/4           | 2Р            | 1Р    | 1/4           | 1Р            | 1Р            | -     | 1Р            | 1Р            | -             | -     | Не Мастерс | Не Мастерс | 0 / 10 | 8-10           |
| Штутгарт/Мадрид        | НМ            | -             | -             | -     | -             | -             | -             | -     | 3Р            | 1Р            | 2Р            | 2Р    | 1Р            | 1/2           | -             | -     | -             | -             | 1Р            | -     | -          | -          | 0 / 7  | 8-7            |
| Рим                    | НМ            | -             | 1/4           | 3Р    | 3Р            | -             | 3Р            | -     | 2Р            | 1Р            | 3Р            | 3Р    | 2Р            | 1Р            | 1Р            | -     | 2Р            | 3Р            | -             | 1Р    | -          | -          | 0 / 14 | 18-14          |
| Торонто/Монреаль       | НМ            | -             | -             | -     | -             | -             | -             | -     | 1/4           | 2Р            | 1/4           | 1Р    | 1/2           | 1/4           | 1Р            | 1/4   | 1Р            | 1Р            | -             | -     | -          | -          | 0 / 10 | 17-10          |
| Цинциннати             | НМ            | -             | -             | -     | -             | -             | -             | -     | 2Р            | 1Р            | 2Р            | 1/4   | 2Р            | 1Р            | 2Р            | 1/4   | 2Р            | 1Р            | -             | -     | -          | -          | 0 / 10 | 11-10          |
| Париж                  | НМ            | 1Р            | 1Р            | 1Р    | -             | -             | -             | -     | 2Р            | 2Р            | 2Р            | 1/4   | 2Р            | 1Р            | 2Р            | -     | 2Р            | 1Р            | 3Р            | -     | 1Р         | -          | 0 / 14 | 10-14          |
| Статистика за карьеру  |               |               |               |       |               |               |               |       |               |               |               |       |               |               |               |       |               |               |               |       |            |            |        |                |
| Проведено финалов      | 0             | 1             | 0             | 0     | 1             | 1             | 0             | 0     | 1             | 1             | 2             | 1     | 1             | 1             | 0             | 0     | 0             | 0             | 1             | 1     | 0          | 0          |        | 12             |
| Выиграно турниров      | 0             | 0             | 0             | 0     | 0             | 0             | 0             | 0     | 1             | 0             | 1             | 1     | 0             | 1             | 0             | 0     | 0             | 0             | 1             | 1     | 0          | 0          |        | 6              |
| В/П: всего             | 3-6           | 15-16         | 29-22         | 28-23 | 24-28         | 24-18         | 16-25         | 6-12  | 32-24         | 29-28         | 37-25         | 34-27 | 36-27         | 28-25         | 17-23         | 18-16 | 18-19         | 19-23         | 24-19         | 18-17 | 15-20      | 0-1        |        | 470-444        |
| Σ % побед              | 33 %          | 48 %          | 57 %          | 55 %  | 46 %          | 57 %          | 39 %          | 33 %  | 57 %          | 51 %          | 60 %          | 58 %  | 57 %          | 53 %          | 43 %          | 53 %  | 49 %          | 45 %          | 56 %          | 51 %  | 43 %       | 0 %        |        | 51 %           |

## История личных встреч
Теннисисты, занимавшие когда-либо 1 позицию в рейтинге ATP, выделены жирным шрифтом
| Соперник            | Период    | Всего | В финалах | Большой шлем |
| Андре Агасси        | 1991—2001 | 3 — 3 | 0 — 0     | 0 — 0        |
| Борис Беккер        | 1990-92   | 1 — 1 | 0 — 0     | 0 — 0        |
| Матс Виландер       | 1991      | 1 — 0 | 0 — 0     | 0 — 0        |
| Новак Джокович      | 2007-08   | 1 — 1 | 0 — 0     | 0 — 0        |
| Евгений Кафельников | 1996—2001 | 0 — 6 | 0 — 0     | 0 — 1        |
| Джимми Коннорс      | 1992      | 1 — 0 | 0 — 0     | 0 — 0        |
| Джим Курье          | 1992-97   | 1 — 2 | 0 — 0     | 0 — 0        |
| Густаво Куэртен     | 1997      | 1 — 1 | 0 — 0     | 0 — 0        |
| Иван Лендл          | 1993      | 0 — 1 | 0 — 0     | 0 — 0        |
| Карлос Мойя         | 2000-07   | 3 — 1 | 0 — 0     | 0 — 0        |
| Томас Мустер        | 1990-97   | 4 — 3 | 0 — 0     | 0 — 0        |
| Рафаэль Надаль      | 2009      | 0 — 1 | 0 — 0     | 0 — 0        |
| Патрик Рафтер       | 2001      | 1 — 1 | 0 — 0     | 0 — 0        |
| Марсело Риос        | 1997—2002 | 1 — 3 | 0 — 0     | 0 — 0        |
| Энди Роддик         | 2000-09   | 1 — 4 | 0 — 0     | 0 — 2        |
| Пит Сампрас         | 1991—2002 | 3 — 4 | 0 — 0     | 0 — 2        |
| Марат Сафин         | 1999—2005 | 7 — 3 | 0 — 0     | 1 — 0        |
| Роджер Федерер      | 1999—2008 | 2 — 9 | 0 — 0     | 0 — 4        |
| Хуан Карлос Ферреро | 2000-09   | 2 — 6 | 0 — 0     | 1 — 3        |
| Ллейтон Хьюитт      | 2000-09   | 2 — 3 | 0 — 0     | 0 — 0        |
| Стефан Эдберг       | 1994-95   | 1 — 3 | 0 — 0     | 0 — 2        |
| Энди Маррей         | 2007-08   | 0 — 2 | 0 — 0     | 0 — 1        |

Статистика приведена согласно данным сайта ITF на 30 мая 2022 года.